# Jungo Fujimoto
Jungo Fujimoto (jap. 藤本 淳吾, Fujimoto Jungo; * 24. März 1984 in Yamato, Japan) ist ein japanischer Fußballspieler.

## Karriere

### Verein

#### Jugend
Fujimoto begann mit dem Fußballspielen während seiner Grundschulzeit bei der Kindermannschaft des Erstligisten Yokohama F. Marinos. Während der Mittelschule wechselte er zum Verein Yokohama Sakae FC. Danach besuchte er die 20 km entfernte Tōkō-Gakuen-Oberschule in Kawasaki, die bereits mehrere Profifußballer hervorgebracht hat. Nach seinem Schulabschluss begann er dann ein Studium an der Universität Tsukuba, wo er weiter Fußball spielte.

#### Profi
2006 wurde Fujimoto vom japanischen Erstligisten Shimizu S-Pulse unter Vertrag genommen, wo er sein Ligadebüt am 5. März hatte und insgesamt 139 Ligaspiele absolvierte, in denen er 31 Tore schoss. 2011 wechselte er zu Nagoya Grampus, für die er 33 Mal auf dem Platz stand. Im selben Jahr gewann er mit Nagoya den Japanischen Supercup.
Im Januar 2014 wurde er von der Profimannschaft seines Jugendvereins Yokohama F. Marinos verpflichtet, für die er sechs Tore in 45 Spielen schoss.
Zwei Jahre später wechselte Fujimoto zu Gamba Osaka, dem Vizemeister des Vorjahres, die ihn für vier Jahre unter Vertrag stellten. Für Osaka stand er 50 Mal auf dem Platz und schoss drei Tore. Die zweite Jahreshälfte 2019 wurde er an den damaligen Zweitligisten Kyōto Sanga ausgeliehen. 
Seit August 2020 ist Fujimoto bei dem Drittligisten SC Sagamihara unter Vertrag.

### Nationalmannschaft
Von 2007 bis 2012 war Fujimoto Teil der Japanischen Nationalmannschaft. Er wurde in neun Freundschaftsspielen eingesetzt, bei denen er 2012 gegen Island sein einziges Nationalmannschaftstor schoss. 
Außerdem erhielt er zwei Einsätze bei der Asienmeisterschaft 2011. Darunter eine Halbzeit im Finale, welches Japan gewann. 
Während der Qualifikationsphase für die Weltmeisterschaft 2014 stand er ebenfalls während zwei Spielen auf dem Platz.

## Erfolge
Nagoya Grampus
- Japanischer Supercup: 2011

Japanische Nationalmannschaft
- Asienmeisterschaft: 2011

## Auszeichnungen
- J.League Best Young Player: 2006
- J. League Best Eleven: 2010, 2011